# David Needham
David William Needham (* 21. Mai 1949 in Leicester, England) ist ein ehemaliger englischer Fußballspieler, der vor allem in seinen Jahren bei Notts County und Nottingham Forest bekannt wurde. Mit Forest gewann er dabei die englische Meisterschaft 1978 und den Europapokal der Landesmeister 1978/79 und 1980.

## Spielerlaufbahn

### Notts County
David Needham startete seine Spielerlaufbahn 1966 bei Notts County. Der Verein spielte zu dieser Zeit in der vierten englischen Liga und konnte sich auch in den folgenden vier Jahren nicht für eine höhere Spielklasse qualifizieren. Erst in der Saison 1970/71 gelang dem Team mit David Needham der Aufstieg in die Third Division. Zwei Jahre später erfolgte der Sprung in die zweite englische Liga. In dieser Spielklasse verbrachte er vier Jahre mit dem Verein aus Nottingham, ehe er 1977 zu den Queens Park Rangers in die First Division wechselte. Die beste Saison bei Notts County verbrachte er in der Saison 1975/76 mit dem fünften Platz und einem nur knapp verpassten Erstligaaufstieg.

### Nottingham Forest
David Needham verbrachte die Hinrunde bei dem Verein aus Hammersmith and Fulham und absolvierte 18 Erstligaeinsätze. Bereits nach einem halben Jahr in London kehrte er jedoch in die East Midlands zurück und unterschrieb im Dezember 1977 beim Erstliganeuling Nottingham Forest. Needham spielte sich sofort in die Mannschaft und gewann mit Forest unter Trainer Brian Clough als Aufsteiger die englische Meisterschaft in der First Division 1977/78. Es folgte die erfolgreichste Zeit in der Karriere Needhams, denn in den beiden folgenden Jahren gelang der Triumph im Europapokal der Landesmeister 1978/79 und 1979/80. Jeweils reichte ein 1:0 über Malmö FF bzw. den Hamburger SV um den Titel zu gewinnen. Zusätzlich holte die Mannschaft noch 1978 und 1979 den englischen Ligapokal. David Needham kam in dieser Zeit häufig zum Einsatz, konnte sich jedoch keinen Stammplatz erobern. In den beiden Endspielen des Landesmeisterpokals setzte Trainer Brian Clough nicht auf Needham.
1982 wechselte er für eine letzte Spielzeit nach Kanada zum in der NASL spielenden Toronto Blizzard.

## Erfolge
- Englischer Meister: 1978
- Europapokal der Landesmeister: 1979 (1:0 gegen Malmö FF), 1980 (1:0 gegen den Hamburger SV)
- UEFA-Super-Cup-Gewinner: 1979 (1:0 und 1:1 gegen den FC Barcelona)
- League-Cup-Sieger: 1978 (0:0 und 1:0 gegen den FC Liverpool), 1979 (3:2 gegen den FC Southampton)